# Värnpliktsnytt
Värnpliktsnytt var en tidning för Sveriges totalförsvarspliktiga (värn- och civilpliktiga) grundad genom ett riksdagsbeslut 1971. Detta skedde under en period då medinflytande var aktuellt. Till exempel var den första värnpliktsriksdagen (motsvarande värnpliktskongressen) år 1968 och Värnpliktsrådet bildades 1971. Värnpliktsnytt producerades av och för värnpliktiga. Den skulle vara oberoende och fristående från Försvarsmakten. Tidningen har gjort flera avslöjanden om orättvisor och oegentligheter inom Försvarsmakten genom åren. 
Under juni månad 2010 publicerades det sista numret av tidningen. I samband med att värnplikten lades vilande till förmån för ett nytt personalförsörjningssystem beslutade Riksdagen att även lägga ned Värnpliktsnytt. Tidningen tilläts hålla sin webbsida aktiv fram till den 1 juli 2010; sedan stängdes webbsidan.
Tidningen producerades av tio värnpliktiga journalister, reportrar, fotografer och redigerare, under ledning av tre civilanställda redaktörer. Den distribuerades gratis till alla värnpliktiga i Sverige, och finansierades av försvarsdepartementet och annonser. Upplagan 2008 var omkring 11 000 exemplar med tolv nummer per år. Chefredaktör och ansvarig utgivare var sedan den 1 november 2006 Ulrika Häggroth.
Att fullgöra totalförsvarsplikten vid Värnpliktsnytt sågs som en god journalistutbildning. Flera välkända journalister har inlett sin karriär på tidningen, däribland Hans Dahlgren, Jimmy Fredriksson, Otto Sjöberg, Lars Tunbjörk, Niklas Svensson, Filip Hammar, Mikael Ekman, Daniel Poohl, Anders Fallenius, Stefan Mehr, Johan Kimrin, Lennart Pehrson och Roger Turesson.

## Framstående journalister
Framstående journalister på Värnpliktsnytt:
- Lars Adaktusson (1977)[3]
- Bo G. Andersson (1978)[3]
- Erik Blix (1979)[3]
- John Chrispinsson (1977)[3]
- Staffan Dopping (1978)[3]
- Hannes Dükler (1994)
- Erik Fichtelius (1974)[3]
- Thomas Gür (1983)[3]
- Filip Hammar (1994)[3]
- Martin Jönsson (1986)[3]
- Fredric Karén (1991)
- Johan Kimrin
- Johan T Lindwall (1991)[3]
- Jens B Nordström (1997)
- Daniel Poohl (2000)
- Otto Sjöberg (1986)[3]
- Steffo Törnquist (1981)[3]
- Kajsa Norman (2003–2004)

## Andra kända personer som tjänstgjort på Värnpliktsnytt
- Jonas Eriksson (1993)[3]
- Theodor Paues (1995)
- Anders Paulrud (1978)[3]
- Timo Räisänen (1999)[3]